# よど号事件新聞記事抹消事件
よど号事件新聞記事抹消事件（よどごうじけんしんぶんきじまっしょうじけん）とは日本の判例。新聞を購読している未決勾留者に対し、拘置所側が特定記事を不可視化して配布した処置の適法性が争われた。

## 経緯
新左翼の事件で起訴され東京拘置所に勾留されていた6人の活動家は、所内で私費で新聞を定期購読していた。1970年3月31日に赤軍派によるよど号ハイジャック事件が発生した際に、3月31日夕刊から4月2日の朝刊までよど号事件の関連記事の一切を墨で塗りつぶして未決勾留者である6人に配布した。これは、「在監者文書、図画ノ閲読ヲ請フトキハコレヲ許ス」と定め制限の具体的内容を法務省令に委任した監獄法第31条、それを受けて「拘禁ノ目的ニ反セズ且ツ監獄ノ紀律ニ害ナキモノ」に限り閲読を許可する旨を定めた監獄法施行規則第86条第1項および閲読禁止図書であっても「支障となる部分を抹消」して閲読を許すことができる旨を定めた取扱規定等に基づいたものであった。そこで6人の活動家は上記の法令及び東京拘置所長による未決勾留者へ閲読させる記事を塗りつぶした措置を違法であると主張して、国家賠償を求めて出訴した。
1975年11月21日に東京地方裁判所は、閲読制限の合憲性審査基準として「相当の蓋然性」の基準を採用し、合憲解釈により監獄法令等は憲法に違反せず本件処分も適法として請求を棄却した。1977年5月30日に東京高等裁判所も一審判決を全面的に支持して控訴を棄却した。

## 最高裁判所判決
1983年6月22日、最高裁判所は活動家らによる上告を棄却した。
最高裁はその中で、逃亡や証拠隠滅を防ぐ拘置本来の目的の他、監獄内の規律や秩序維持のために必要ある場合にも、未決勾留者に対して身体的自由や他の自由に一定の制限を加えることは「やむをえないところというべきである」とし、「これらの自由に対する制限が必要かつ合理的なものとして是認されるかどうかは、右の目的のために制限が必要とされる程度と、制限される自由の内容及び性質、これに加えられる具体的制限の態様及び程度等を較量して決せられるべきものである」とした。
そして「新聞紙、図書等の閲読の自由が憲法上保障されるべきことは、思想及び良心の自由の不可侵を定めた憲法一九条の規定や、表現の自由を保障した憲法二一条の規定の趣旨、目的から、いわばその派生原理として当然に導かれるところであり、また、すべて国民は個人として尊重される旨を定めた憲法一三条の規定の趣旨に沿うゆえんでもあると考えられる」としながらも、「閲読の自由は、生活のさまざまな場面にわたり、極めて広い範囲に及ぶものであつて、もとより上告人らの主張するようにその制限が絶対に許されないものとすることはできず、それぞれの場面において、これに優越する公共の利益のための必要から、一定の合理的制限を受けることがあることもやむをえないものといわなければならない」とし、更に「（未決勾留者の閲覧は）逃亡及び罪証隠滅の防止という勾留の目的のためのほか監獄内の規律及び秩序の維持のために必要とされる場合にも、一定の制限を加えられることはやむをえないものとして承認しなければならない」とした。
一方、「監獄法三一条二項は、在監者に対する文書、図画の閲読の自由を制限することができる旨を定めるとともに、制限の具体的内容を命令に委任し、これに基づき監獄法施行規則八六条一項はその制限の要件を定め、更に所論の法務大臣訓令及び法務省矯正局長依命通達は、制限の範囲、方法を定めている。これらの規定を通覧すると、その文言上はかなりゆるやかな要件のもとで制限を可能としているようにみられるけれども、上に述べた要件及び範囲内でのみ閲読の制限を許す旨を定めたものと解するのが相当であり、かつ、そう解することも可能であるから、右法令等は、憲法に違反するものではないとしてその効力を承認することができるというべきである」として、障害発生防止のために必要かつ合理的な範囲である限りにおいて、閲読制限の運用は合憲であるとした。
本件の閲読制限については、「公安事件関係の被拘禁者らによる東京拘置所内の規律及び秩序に対するかなり激しい侵害行為が相当頻繁に行われていた状況に加えて、本件抹消処分に係る各新聞記事がいずれもいわゆる赤軍派学生によつて敢行された航空機乗つ取り事件に関するものであること等の事情等の事情に照らすと、東京拘置所長において、公安事件関係の被告人として拘禁されていた上告人らに対し本件各新聞記事の閲読を許した場合には、拘置所内の静穏が攪乱され、所内の規律及び秩序の維持に放置することのできない程度の障害が生ずる相当の蓋然性があるものとしたことには合理的な根拠があり、また、右の障害発生を防止するために必要であるとして右乗つ取り事件に関する各新聞記事の全部を原認定の期間抹消する措置をとつたことについても、当時の状況のもとにおいては、必要とされる制限の内容及び程度についての同所長の判断に裁量権の逸脱又は濫用の違法があつたとすることはできない」と、東京拘置所の措置を合憲とした。

## その後
未決勾留者の閲読制限については、刑事収容施設及び被収容者等の処遇に関する法律の中で、この最高裁判決の趣旨に沿った規定が定められた。